# André Malraux
André Malraux (París, 1901 - Créteil, 1976), de nom complet Georges André Malraux, fou un escriptor, aventurer i polític francès.
El 1921 es casa amb la seva dona Clara Goldschmidt i el 1923 inicien un viatge plegats per les colònies franceses de la Indoxina, i posteriorment a la Xina, on estableix contacte amb els revolucionaris comunistes. En aquest país situa l'acció de la seva novel·la, La condició humana, per la qual rebé el Premi Goncourt el 1933.
Militant antifeixista i combatent pel bàndol republicà durant la Guerra Civil Espanyola, passà a la resistència francesa contra els nazis.
En acabar la Segona Guerra Mundial, s'integrà en els successius governs gaullistes, i entre 1958 i 1969 exercí de ministre de Cultura.